# Sérgio Loroza
Sérgio Luiz de Arruda Loroza mais conhecido como Serjão Loroza (Rio de Janeiro, 28 de março de 1967) é um ator, cantor, comediante e compositor brasileiro. Como músico, Loroza já transitou pelos seguintes gêneros: MPB, samba, marchinha, rap, soul e funk, sendo muito requisitado nas noites e no carnaval carioca, já tendo lançado 3 álbuns solo, o mais recente Carpe Diem em outubro de 2013. 
Fez sucesso na TV com o personagem Figueirinha, do seriado A Diarista.
Em 2007 foi um dos 14 participantes do quadro Dança dos Famosos e cativou o público pelo seu desempenho e desenvolvimento na dança.
Em 2020, foi feita uma ação na internet para que aumentasse a quantidade de seguidores do ator nas redes sociais. Em 7 horas, seus seguidores dobraram.

## Filmografia

### Televisão
| Ano     | Título                   | Papel                      | Notas e referências                                 |
| ------- | ------------------------ | -------------------------- | --------------------------------------------------- |
| 1998    | Hilda Furacão            | Emecê                      | [ 5 ]                                               |
| 1998    | Você Decide              | Leão de chácara            | Episódio: "Seios que Toquei"                        |
| 1999    | Andando nas Nuvens       | Carlão                     | [ 7 ]                                               |
| 1999    | Chiquinha Gonzaga        | Vassoura                   | [ 8 ]                                               |
| 2000    | Esplendor                | Santos                     | [ 9 ]                                               |
| 2000    | Uga Uga                  | Pimpão                     | [ 10 ]                                              |
| 2001    | Um Anjo Caiu do Céu      | Jacaré                     | [ 11 ]                                              |
| 2001    | A Grande Família         | Amigo de Jesus             |                                                     |
| 2003    | Os Normais               | Eunuco                     | Episódio: "As Outras Vidas de Rui"                  |
| 2003    | Kubanacan                | Paulão                     | [ 13 ]                                              |
| 2003    | Carol & Bernardo         | Betão                      | Especial de fim de ano                              |
| 2004    | Da Cor do Pecado         | Tonhão                     | [ 6 ]                                               |
| 2004    | Senhora do Destino       | Taxista                    | Episódio: "26 de agosto"                            |
| 2004–07 | A Diarista               | Figueirinha                | [ 6 ]                                               |
| 2005    | Zorra Total              | Pancadão                   | [ 6 ]                                               |
| 2006    | Tecendo o Saber          | Pai André                  |                                                     |
| 2007    | Dança dos Famosos        | Participante               | [ 14 ]                                              |
| 2008    | Malhação                 | Professor Orfeu Galinho    | [ 6 ]                                               |
| 2009    | Negócio da China         | Detetive Adilson           | Episódios: 5–14 de março"                           |
| 2009    | A Turma do Didi          | Chefe dos motoboys         | Episódio: "12 de abril"                             |
| 2010    | As Cariocas              | Segurança                  | Episódio: "A Traída da Barra"                       |
| 2011    | Passione                 | Rogério                    | Episódio: "14 de janeiro"                           |
| 2012    | As Brasileiras           | Éder                       | Episódio: "A Fofoqueira de Porto Alegre"            |
| 2012    | A Grande Família         | Coisa Ruim                 | Episódio: "A Honra dos Silva"                       |
| 2012    | Super Chef Celebridades  | Participante               | [ 16 ]                                              |
| 2013    | Vai que Cola             | Toni Manchette             | Temporada 1                                         |
| 2015    | Tomara que Caia          | Canibal                    | Episódio: "Quem Você Deixaria em uma Ilha Deserta?" |
| 2016    | Rua Para Toda Gula       | Apresentador               | [ 18 ]                                              |
| 2017–19 | Filhos da Pátria         | Domingos                   | [ 19 ]                                              |
| 2019    | Loroza Talk Soul         | Apresentador               | [ 20 ]                                              |
| 2020    | Diário de Um Confinado   | Locutor do Carro de Som    | Episódio: "Aniversário"                             |
| 2021    | The Masked Singer Brasil | Astronauta (7.° eliminado) | Temporada 1                                         |
| 2022    | Cara e Coragem           | Vinicius Matos (Vini)      | Episódios: "11–26 de junho"                         |
| 2023    | Use Sua Voz              | Professor Pete             |                                                     |
| 2023    | Família Paraíso          | Carlinhos Potência         | Episódio: "O Carnaval" Episódio: "O Casamento"      |
| 2024    | Toda Família Tem         | Chicão                     |                                                     |

### Cinema
| Ano  | Título                  | Personagem             | Ref.   |
| ---- | ----------------------- | ---------------------- | ------ |
| 1999 | Zoando na TV            | Canibal                | [ 24 ] |
| 1999 | Xuxa Requebra           | Barman                 | [ 25 ] |
| 1999 | Orfeu                   | Coice                  | [ 6 ]  |
| 2000 | Bossa Nova              | Gordo                  | [ 6 ]  |
| 2003 | Mogli - O Menino Lobo 2 | Baloo (canções)        |        |
| 2003 | Carandiru               | Gordo                  | [ 6 ]  |
| 2005 | Preto no Branco         | Pimpão                 | [ 26 ] |
| 2007 | Xuxa em Sonho de Menina | Jeandro                | [ 26 ] |
| 2008 | Madagascar 2            | Moto Moto (voz)        | [ 6 ]  |
| 2011 | Cilada.com              | Marco André (Marconha) | [ 26 ] |
| 2013 | Giovanni Improtta       | Pouca Sombra           |        |
| 2018 | O Amor Dá Trabalho      | Xangô                  |        |
| 2021 | O Auto da Boa Mentira   | Zeca                   | [ 27 ] |
| 2022 | Barba, Cabelo & Bigode  | Jura                   | [ 28 ] |
| 2022 | Rir para Não Chorar     | Mauro                  | [ 29 ] |
| 2023 | Mussum, o Filmis        | Sambista do morro      |        |
| 2023 | União Instável          | Fernando               |        |
| 2024 | Vidente por Acidente    | Deus                   | [ 30 ] |

### Na web/internet
| Ano  | Título                 | Personagem   | Ref.   |
| ---- | ---------------------- | ------------ | ------ |
| 2015 | Juninho Play e Família | Magrão (Voz) | [ 31 ] |

### Rádio
| Ano  | Programa           | Função       | Estação                 | Ref. |
| ---- | ------------------ | ------------ | ----------------------- | ---- |
| 2008 | Academia do Serjão | Apresentador | 98 FM do Rio de Janeiro |      |

## Teatro
- Divinas
- Ela Brasil
- Obrigado, Cartola!
- Ai Ai Brasil
- Um Dia das Mães

## Discografia
Álbuns solo
- 2007 - MBP-Música Brasileira de Pista
- 2010 - Loroza e Us Madureira Ao Vivo (CD e DVD)[32]
- 2013  - Carpe Diem

Álbuns com Monobloco
- 2002 - Monobloco 2002
- 2006 - Monobloco: ao vivo

DVDs com Monobloco
- 2006 - Monobloco - Ao Vivo